# Аргентинская камбала
Аргентинская камбала (лат. Oncopterus darwinii) — вид лучепёрых рыб из семейства ромбосолеевых, единственный в одноимённом роде (Oncopterus). На основании морфологических и генетических исследований предлагается выделить его в монотипическое семейство Oncopteridae.
Донная тропическая рыба, обитающая на дне на глубине от 20 до 80 метров. Встречаются в водах юго-западной Атлантики вдоль юго-восточного побережья Южной Америки, от Санта-Катарины, Бразилия на севере до залива Сан-Матиас, Аргентина на юге. Она может достигать 30 сантиметров в длину.
Oncopterus darwinii — правосторонняя камбала. Верхняя сторона тела бледно-коричневого цвета с небольшими белыми пятнами и большими белыми пятнами по краям. Боковая линия характеризуется полукругом над грудным плавником.